# Zakrywka

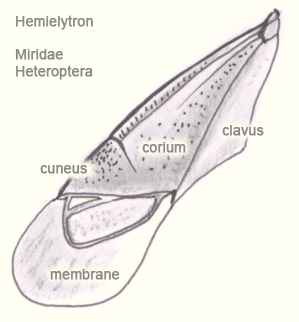
Półpokrywa pluskwiaka różnoskrzydłego

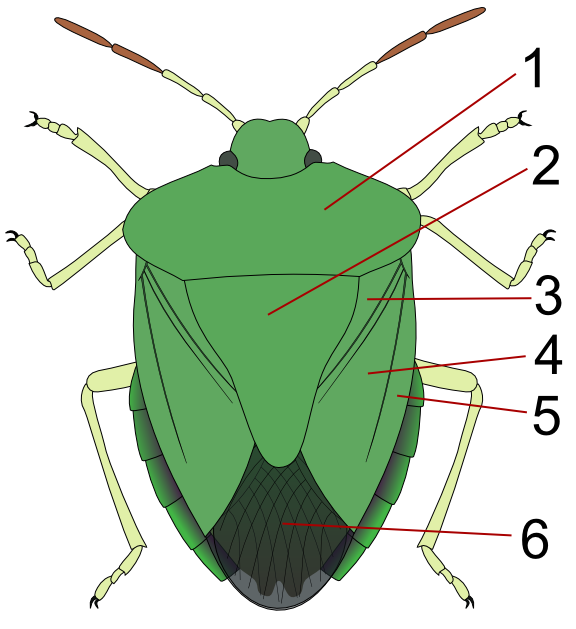
Widok górny tarczówki: zakrywka oznaczona numerem 6

Zakrywka, błonka, membrana (łac. membrana) – błoniasta, końcowa część półpokryw pluskwiaków różnoskrzydłych.
Ze względu na duży polimorfizm skrzydłowy zakrywka może być rozwinięta w różnym stopniu. U form "stafylinoidalnych" (ang. staphyliny), jeśli w ogóle występuje, to jest ograniczona do wąskiego obrzeżenia. Formy "koleopteroidalne" (ang. coleoptery) mają zakrywkę zredukowaną. Redukcja zakrywki dotyczy również form submakropterycznych (ang. submacroptery), u których odsłania ona tylny segment odwłoku. Formy makropteryczne (ang. macroptery) mają ją zawsze dobrze rozwiniętą.
Na zakrywce znajdować się mogą żyłki odgraniczjące komórki membrany, jak u np. zajadkowatych lub może być ona żyłek pozbawiona, jak np. u wioślakowatych. Wśród fauny Polski zakrywka jest dobrze wykształcona m.in. u tarczówek, wioślakowatych i pluskolcowatych, a niewyróżnialna np. u nartnikowatych i poślizgowatych. Wśród tasznikowatych występują formy o przednich skrzydłach pozbawionych zakrywki i przekształconych w pokrywy
U Mesoveliinae zakrywka wraz z międzykrywką mają możliwość odłamywania się, co jest przykładem autotomii.